# Заручев'є (Бокситогорський район)
Заручев'є (рос. Заручевье) — присілок Бокситогорського району Ленінградської області Росії. Входить до складу Самойловського сільського поселення.
Населення — 2 особи (2003 рік). 